# نیتان روزن
نیتان روزن (به انگلیسی: Nathan Rosen) (زاده ۲۲ مارس ۱۹۰۹ در منطقه بروکلین نیویورک – درگذشته ۱۸ دسامبر ۱۹۹۵) یکی از مشهورترین فیزیکدانان اسرائیلی-آمریکایی است. وی در زمینه فیزیک نظری به فعالیت و تحقیقات مشغول بود.
نیتان روزن در ۱۹۳۵ به همراه آلبرت اینشتین و بوریس پودولسکی مقاله بسیار معروفی به نام «آیا توصیف مکانیک کوانتمی از واقعیت فیزیکی را می‌توان کامل انگاشت؟» نوشتند. این مقاله به EPR (سرنام اسم این سه نفر) معروف شد که قضیه مطرح در آن هم به همین نام معروف گشت. البته روزن بعدها نظریه کوانتمی را پذیرفت. در همین سال روزن به همراه اینشتین طی مقاله‌ای پل اینشتین–روزن را معرفی کردند.
روزن بنیان‌گذار انستیتوی فیزیک دانشگاه صنعتی اسرائیل (تکنیون حیفا) و در دهه ۱۹۷۰ میلادی مقام ریاست دانشگاه بن گوریون را برعهده داشت.